# 穆斯哈亞山
穆斯哈亞山是俄羅斯的高山，位於薩哈共和國內，冰封的峰頂海拔高度2,959米，是孫塔爾哈亞塔山脈的最高點。穆斯哈亞山東北135公里有奧伊米亞康，北面485公里是北極圈。